# Шамбон (Ардеш)
Шамбон (фр. Chambon) насеље је и општина у источној Француској у региону Рона-Алпи, у департману Ардеш која припада префектури Турнон сир Рон.
По подацима из 2011. године у општини је живело 57 становника, а густина насељености је износила 5,42 становника/km². Општина се простире на површини од 10,52 km². Налази се на средњој надморској висини од 800 метара (максималној 1420 m, а минималној 687 m).

## Демографија
| 1962. | 1968. | 1975. | 1982. | 1990. | 1999. | 2011. |
| ----- | ----- | ----- | ----- | ----- | ----- | ----- |
| 89    | 150   | 97    | 94    | 83    | 74    | 57    |

График промене броја становника у току последњих година